# Biarum auraniticum
Biarum auraniticum är en kallaväxtart som beskrevs av Paul Mouterde. Biarum auraniticum ingår i släktet Biarum och familjen kallaväxter. Inga underarter finns listade.